# 106 Virginis
106 Virginis är en orange jätte i Jungfruns stjärnbild.
Stjärnan har visuell magnitud +5,42 och är synlig vid god seeing. Den befinner sig på ett avstånd av ungefär 625 ljusår.